# Paul Harding
Paul Harding (Massachusetts, 1967) és un músic i escriptor nord-americà conegut per la seva novel·la debut, Llauners (Tinkers, 2009), que va guanyar el premi Pulitzer de ficció del 2010 i el premi PEN / Robert W. Bingham, a més d'altres guardons. Harding va ser bateria en la banda de rock Cold Water Flat entre 1990 i 1996.

## Vida i carrera
Harding va créixer a la costa nord de Boston, al poble de Wenham, Massachusetts. De jove va passar molt de temps voltant pels boscos, d'on li ve el seu amor per la natura. El seu avi arreglava rellotges i Harding va aprendre'n d'ell, una experiència que apareix a la novel·la Llauners. Té el títol de B.A. en anglès per la Universitat de Massachusetts Amherst i el Màster en Belles Arts de l'Iowa Writers' Workshop. Ha ensenyat escriptura creativa a la Universitat Harvard i a la d'Iowa.
Després de la graduació a Massachusetts, va tocar amb el grup de rock/grunge Cold Water Flat als Estats Units i Europa. Sempre va ser un bon lector, i sobre la novel·la Terra Nostra de Carlos Fuentes va dir que "això és el que jo vull fer" i hi va trobar "un món sencer" amb tota una història. Quan va deixar de fer gires amb la banda es va matricular en una classe d'escriptura a l'Skidmore College de Nova York. El seu professor va ser Marilynne Robinson, i amb ella va tenir notícia del programa d'escriptura creativa de l'Iowa Writers' Workshop. Va estudiar amb Barry Unsworth, Elizabeth McCracken i després amb Robinson. Alhora, es va adonar que molta gent que admirava era religiosa, i va estudiar teologia durant alguns anys; li van influir molt Karl Barth i John Calvin. Harding es considera un transcendentalista modern autodidacte de Nova Anglaterra.
La segona novel·la de Harding, Enon (2013), tracta de personatges de Llauners, sobretot de les vides del net i la filla de George Crosby, Charlie i Kate.
Musicalment, Harding admira els bateries de jazz, especialment Elvin Jones, que tocava amb John Coltrane.
Harding viu a prop de Boston amb la seva dona i els seus dos fills.

## Premis
- 2010, premi Pulitzer de ficció.
- 2010, premi PEN/Robert W. Bingham.
- 2012, premi Fernanda Pivano.

## Obres
- Tinkers. Nova York, Bellevue Literary Press, 2009 (Llauners. Traducció de Maria Iniesta i Agulló. Barcelona, Edicions de 1984, 2012)
- Enon. Nova York, Random House, 2013